# تعال وضمني (فلم)
(بالهندية: Aa Gale Lag Jaa) هو فيلم هندي رومانسي اشتهر كثيرا في الوطن العربي خصوصا سنوات السبعينات والثمانينات ومعروف باسم جانيتو وهو من بطولة الممثل الهندي شاشي كابور والممثلة شارملا طاغور.

## القصة
تحكي قصة فتى معاق انفصل والداه.

## روابط خارجية
- مقالات تستعمل روابط فنية بلا صلة مع ويكي بيانات